# Amore in 4 dimensioni
Amore in 4 dimensioni è un film del 1964, diretto da Massimo Mida, Gianni Puccini e Mino Guerrini. Guerrini è il regista anche del secondo episodio, firmandosi però con lo pseudonimo di Jacques Romain.

## Trama
Film è suddiviso in 4 episodi:

### Amore e alfabeto
Un siciliano viene a Milano per riappacificarsi con la fidanzata, siciliana, ma le cose prenderanno una piega diversa.

### Amore e vita
Una moglie borghese assume una cameriera perché seduca il marito e poter quindi separarsi addossandogli la colpa.

### Amore e arte
Uno sceneggiatore in crisi creativa a causa della moglie giovane ed esuberante, assume un dattilografo timido ed impacciato che lo aiuta nella stesura. 

### Amore e morte
Un vedovo conosce una vedova piuttosto scaltra.

## Produzione
L'episodio Amore e alfabeto fu girato a Milano; l'episodio Amore e morte a Roma.

## Distribuzione

### Divieti
Revisionato il 22 febbraio 1964, la commissione espresse parere contrario alla distribuzione "ritenendo il film contrario al buon costume per la sessualità esasperata, il linguaggio pornografico e la licenziosità delle scene di amore". In seguito al riesame del 29 febbraio venne concesso il nulla-osta "con esclusione dei minori degli anni 18 (diciotto) per la sussistenza di sequenze pregiudizievoli alla particolare sensibilità dell'età evolutiva dei predetti minori".
Una nuova revisione del 1992 apportò alcuni tagli al fine di eliminare ogni divieto e trasmettere il film in televisione:
1. Episodio Amore e vita: eliminazione di alcune inquadrature relative ai flash sull'amante del protagonista seminuda;
2. Episodio Amore e arte: eliminazione delle battute tra il protagonista e la moglie: «E Perché?»; «Perché, perché le dilettanti sono meno abili, le altre invece prendono l'iniziativa ed è così nuovo per noi che ci seduce».
3. Episodio Amore e morte: alleggerimento delle inquadrature in cui il vedovo, tra i lamenti, spoglia la vedova.

## Critica
(Alberto Blandi)